# Cinclode à ailes crème
Espèce
Synonymes
- Upucerthia albiventris Philippi & Landbeck, 1861
(protonyme)

Statut de conservation UICN

 LC  : Préoccupation mineure
Le Cinclode à ailes crème (Cinclodes albiventris) est une espèce d'oiseaux sud-américains de la famille des Furnariidae. Elle était autrefois considérée comme une sous-espèce du Cinclode brun (Cinclodes fuscus).

## Répartition
Son aire s'étend à travers la puna.